# ひとり酒場で
『ひとり酒場で』（ひとりさかばで）は、1968年7月5日に発売された森進一の10枚目のシングル。

## 解説
- 藤圭子『演全集全8枚組（巷歌/出発）』1973年。春日八郎『浅草人情』1978年。などカバーされている。
- 後にマレーシアの演歌歌手・荘学忠によって「你最无情」のタイトルでカヴァーされた。

## 収録曲
- 両楽曲共に、作詞：吉川静夫／作・編曲：猪俣公章

1. ひとり酒場で（3分34秒）
2. 神戸の夜（3分20秒）